# Привалово (Ивановская область)
Привалово — деревня в Пучежском районе Ивановской области России. Входит в состав Мортковского сельского поселения.

## География
Деревня расположена в восточной части Ивановской области, в зоне хвойно-широколиственных лесов, на берегах реки Сбрыковки, на расстоянии приблизительно 16 километров (по прямой) к юго-западу от города Пучежа, административного центра района. Абсолютная высота — 120 метров над уровнем моря.

### Климат
Климат характеризуется как умеренно континентальный, с умеренно холодной снежной зимой тёплым влажным летом. Среднегодовая температура воздуха — 2,6 °C. Средняя температура воздуха самого холодного месяца (января) — −12,1 °C (абсолютный минимум — −39 °C); самого тёплого месяца (июля) — 17,7 °C (абсолютный максимум — 30 °С). Безморозный период длится около 139 дней. Годовое количество атмосферных осадков — 658 мм, из которых 417 мм выпадает в период с апреля по октябрь. Снежный покров устанавливается в третьей декаде ноября и держится в течение 145 дней.

### Часовой пояс
Деревня Привалово, как и вся Ивановская область, находится в часовой зоне МСК (московское время). Смещение применяемого времени относительно UTC составляет +3:00.

## Инфраструктура
В деревне имеются ФАП, сельский клуб и магазин.
До 2011 г. в деревне действовала начальная общеобразовательная школа.
В деревне с 1974 г. имеется централизованное водоснабжение от артезианской скважины и водонапорной башни Рожновского (протяженность водопроводных сетей - 3,2 км).
Улицы: Заречная, Молодежная, Центральная.

## Население
| 2010 |
| ---- |
| 109  |

### Национальный состав
Согласно результатам переписи 2002 года, в национальной структуре населения русские составляли 97 % из 136 чел.

## Экономика
Сельскохозяйственный производственный кооператив (СПК) «Заветы Ильича».

## Транспорт
Автобусное сообщение производится (не во все недели) с центром района — городом Пучеж. От д. Баскино можно доехать до г. Нижний Новгород (рядом с деревней проходит автодорога Пучеж — Нижний Новгород). От ост. Поползуха можно доехать до г. Иваново. C автостанции г. Пучеж можно доехать до других населённых пунктов пригородного или междугороднего сообщения (Кинешма и Юрьевец).